# Distrito de Anse La Raye
Anse La Raye o Anse-la-Raye es uno de los diez distritos en los que se divide Santa Lucía, un pequeño país insular ubicado en las Antillas Menores, en aguas del mar Caribe. El distrito es una zona pesquera tradicional y de acuerdo con cifras del año 2001 su población asciende a 6.071 habitantes. 
La ciudad cabecera del distrito lleva el mismo nombre y se ubica en las coordenadas 13°55′ en dirección norte y 61°1′ en dirección oeste, 8 km al suroeste de Castries, la capital del país.

## Organización territorial
El distrito está formado por treinta y una localidades:
- Anse Galet
- Anse La Raye
- Au Tabor
- Au Tabor Hill
- Bois d'Inde
- Caico
- Champen Estate
- Chatin (parcial)
- Dame de Traversay
- Derriere Dos
- Derriere Lagoon
- Durandeau (parcial)
- Enbar Pwin
- Fond Eau Rouge
- Invorgoil Estate
- Jacmel
- Jean Baptiste
- La Treille
- Massacre
- Millet
- Morne Ciseaux
- Morne d'Or
- Petite Bourgh
- Roseau Valley
- St. Lawrence
- St. Lawrence Estate
- Tete Chemin
- Theodorine (parcial)
- Vanard (parcial)
- Venus
- Village